# 西森路代
西森 路代（にしもり みちよ、1972年（昭和47年） - ）は、日本のフリーライター。
愛媛県出身。香港、台湾、韓国、日本におけるテレビドラマ・映画などのエンターテイメント、女性の生き方などをおもなテーマとしている。著作に『K-POPがアジアを制覇する』など。

## 略歴
大学を卒業後、地元のテレビ局に勤務し、30歳の時に上京。アジア系のムックの編集に携わり、文化放送のラジオ番組『アジアン!プラス』ディレクターを経てフリーライターとなる。論座、現代ビジネス、ハフポストなどのウェブ媒体に多数寄稿。数々のドラマ評などを執筆していた実績から、2016年から4年間、ギャラクシー賞の委員を務めた。

## 著書

### 単著
- K-POPがアジアを制覇する（2011年、原書房）ISBN 978-4562046690

### 共著・寄稿
- 「ジレンマ＋」編集部（編）『女子会2.0』（2013年、NHK出版）ISBN 978-4140816035
- 相沢直ほか（共著）『大人アイドル：プロフェッショナルとしてのV6論』（2016年、サイゾー）ISBN 978-4904209912
- ハン・トンヒョン（共著）『韓国映画・ドラマ わたしたちのおしゃべりの記録2014〜2020』（2021年、駒草出版）ISBN 978-4909646378
- 青弓社編集部（編著）『「テレビは見ない」というけれど エンタメコンテンツをフェミニズム・ジェンダーから読む』（2021年、青弓社）ISBN 978-4787234865
- 夏目深雪、朝倉加葉子、岸野令子、児玉美月、崔盛旭、成川彩、西森路代ほか 著、夏目深雪 編『韓国女性映画 わたしたちの物語』河出書房新社、2022年8月30日。ISBN 978-4-309-29216-8。

### 企画・編集
- 『アジアン台風』（日本文芸社）[5]
- 日韓合作映画『カフェ・ソウル』（2009年） - オフィシャルライター[5]
- 台湾ドラマ『秋のコンチェルト』（2009年）- オフィシャルライター[5]
- ユウキロック『ユウキロックの節約革命』（2010年） - 企画[5] ISBN 978-4812444146

## 出演
- 文化系トークラジオ Life（TBSラジオ）
- アフター6ジャンクション（TBSラジオ）